# 玻恩–朗德方程
玻恩－朗德方程（英語：Born–Landé equation）是由德国化学家马克斯·玻恩和阿尔弗雷德·朗德提出的一个计算离子化合物晶格能的公式。1918年，马克斯·玻恩和阿尔弗雷德·朗德提出晶格能的计算公式可由离子晶格的静电势和推斥型势能概念推导出来。
{\displaystyle E=-{\frac {N_{A}Mz^{+}z^{-}e^{2}}{4\pi \epsilon _{0}r_{0}}}\left(1-{\frac {1}{n}}\right)}
其中：
- NA =  阿伏伽德罗常数；
- M = 马德隆常数，取决于晶体中的几何排列；
- z+ = 阳离子电荷数；
- z− = 阴离子电荷数；
- e = 元电荷，大约1.6022×10−19 C；
- ε0 = 真空电容率；
4πε0 = 1.112×10−10 C2/(J·m)
- r0 = 最近离子的距离
- n = 玻恩指数，通常在5到12之间，可由实验测定压缩性或理论计算得出[3]。

## 推导
离子晶体可以用硬的弹性球模型来描述，它们之间通过阴阳离子的静电引力结合在一起。它们的平衡距离就是静电引力与短距斥力相平衡的位置。

### 静电势
一对电量相等、电性相反的离子间的静电势{\displaystyle E_{\text{pair}}}为：
{\displaystyle E_{\text{pair}}=-{\frac {z^{2}e^{2}}{4\pi \epsilon _{0}r}}}
其中：
z = 一个离子所带电荷
e = 元电荷，大约1.6022×10−19 C；
ε0 = 真空电容率；
4πε0 = 1.112×10−10 C2/(J·m)；
r0 = 最近离子的距离
对于阴阳离子个数比1:1的简单晶体，对一个离子和晶格中其他离子的相互作用力求和可以算出{\displaystyle E_{M}}，有时称作马德堡能或晶格能：
{\displaystyle E_{M}=-{\frac {z^{2}e^{2}M}{4\pi \epsilon _{0}r}}}
其中：
{\displaystyle M} = 马德隆常数，取决于晶体中的几何排列；
{\displaystyle r} = 最近不同电性离子的距离

### 排斥理论
玻恩和朗德认为晶体中离子的排斥作用与{\displaystyle 1/r^{n}}成正比，所以推斥能{\displaystyle E_{R}}可以表示为：
{\displaystyle \,E_{R}={\frac {B}{r^{n}}}}
其中：
{\displaystyle B} = 表示推斥作用强度的常数
{\displaystyle r} = 最近不同电性离子的距离
{\displaystyle n} = 玻恩指数，通常在5到12之间，表示某种晶体的压缩性

### 总能量
因此，晶体中一个离子总的势能可表示为马德隆能和推斥势能的和：
{\displaystyle E(r)=-{\frac {z^{2}e^{2}M}{4\pi \epsilon _{0}r}}+{\frac {B}{r^{n}}}}
将这个能量对{\displaystyle r}微分即可得到用平衡距离{\displaystyle r_{0}}表示未知常数{\displaystyle B}的关系式：
{\displaystyle {\begin{aligned}{\frac {\mathrm {d} E}{\mathrm {d} r}}&={\frac {z^{2}e^{2}M}{4\pi \epsilon _{0}r^{2}}}-{\frac {nB}{r^{n+1}}}\\0&={\frac {z^{2}e^{2}M}{4\pi \epsilon _{0}r_{0}^{2}}}-{\frac {nB}{r_{0}^{n+1}}}\\r_{0}&=\left({\frac {4\pi \epsilon _{0}nB}{z^{2}e^{2}M}}\right)^{\frac {1}{n-1}}\\B&={\frac {z^{2}e^{2}M}{4\pi \epsilon _{0}n}}r_{0}^{n-1}\end{aligned}}}
求出最小推斥势能并将{\displaystyle B}用含有{\displaystyle r_{0}}代入即可得到玻恩－朗德方程：
{\displaystyle E(r_{0})=-{\frac {Mz^{2}e^{2}}{4\pi \epsilon _{0}r_{0}}}\left(1-{\frac {1}{n}}\right)}

## 计算晶格能
玻恩－朗德方程的计算结果与实验符合得较好：
| 化合物 | 计算晶格能   | 实验晶格能   |
| ------ | ------------ | ------------ |
| NaCl   | −756 kJ/mol  | −787 kJ/mol  |
| LiF    | −1007 kJ/mol | −1046 kJ/mol |
| CaCl2  | −2170 kJ/mol | −2255 kJ/mol |